# 運命のひとひねり
「運命のひとひねり」（原題： Simple Twist of Fate）は、ボブ・ディランの15枚目のアルバム『血の轍』（1975年）に収録された楽曲。
1974年9月19日にコロムビア・レコードのA＆Rレコーディング・スタジオ（ニューヨーク）で録音された。
1978年に日本で先行発売された『武道館』、2002年発売の『ブートレッグ・シリーズ第5集：ローリング・サンダー・レヴュー』などにライブ・バージョンが収録されている。

## カバー・バージョン
- ジョーン・バエズ - 1975年のアルバム『Diamonds & Rust』に収録。
- ジェリー・ガルシア・バンド - 1991年のライブ・アルバム『Jerry Garcia Band』に収録。
- ジュディ・コリンズ - 1993年のアルバム『Judy Collins Sings Dylan Just Like a Woman』に収録。
- コンクリート・ブロンド - 1994年のコンピレーション・アルバム『Still in Hollywood』に収録。
- ショーン・コステロ - 2005年のアルバム『Sean Costello』に収録。
- ザ・フォーマット - 2005年のコンピレーション・アルバム『Listen to Bob Dylan: A Tribute』に収録。
- ジェフ・トゥイーディー - 2007年の映画『アイム・ノット・ゼア』サウンドトラック。
- ブライアン・フェリー - 2007年のアルバム『Dylanesque』に収録。
- スティーヴィー・アン - 2011年のコンピレーション・アルバム『De wereld draait door Recordings』に収録。
- ダイアナ・クラール - 2012年のコンピレーション・アルバム『Chimes of Freedom』に収録。
- フランシス・カブレル - 2012年のアルバム『Vise Le Ciel Ou Bob Dylan Revisité 』に収録。フランス語詞。タイトルは「Un simple coup du sort」[2]。
- サラ・ジャローズ - 2013年のアルバム『Build Me Up from Bones』に収録。
- ザ・リヴォン・ヘルム・バンド - 2014年のアルバム『It's Showtime: The Midnight Ramble Sessions Vol. 3』に収録[3]。